# La Boquilla, Chiapas
La Boquilla är en ort i Mexiko.   Den ligger i kommunen Cacahoatán och delstaten Chiapas, i den sydöstra delen av landet, 900 km sydost om huvudstaden Mexico City. La Boquilla ligger 584 meter över havet och antalet invånare är 108.
Terrängen runt La Boquilla är kuperad åt sydväst, men åt nordost är den bergig. Runt La Boquilla är det ganska tätbefolkat, med 179 invånare per kvadratkilometer. Närmaste större samhälle är Cacahoatán, 12,3 km söder om La Boquilla. I omgivningarna runt La Boquilla växer i huvudsak städsegrön lövskog.